# Impressionnisme d'Amsterdam

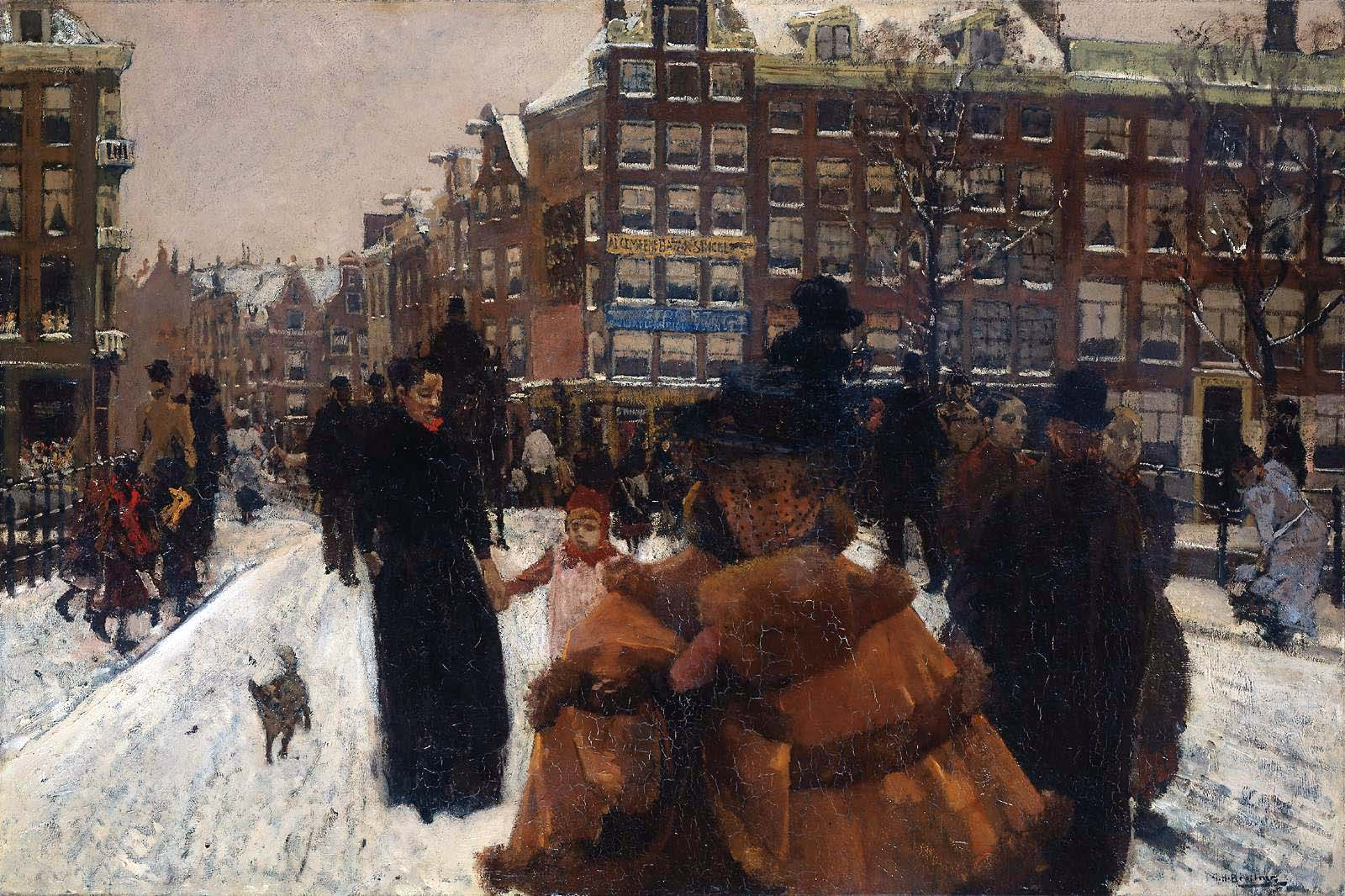
George Hendrik Breitner, Le Pont Sigel près de la Paleisstraat à Amsterdam (1896-1898, Rijksmuseum Amsterdam).

L'impressionnisme d'Amsterdam est un mouvement artistique des Pays-Bas de la fin du XIXe siècle. Elle est associée notamment à George Hendrik Breitner et est également connue sous le nom d'école d'Allebé.
Les idées novatrices sur la peinture des impressionnistes français ont été introduites aux Pays-Bas par les artistes de l'école de La Haye. Ce nouveau style de peinture a également été adopté à Amsterdam par la jeune génération d'artistes de la fin du XIXe siècle. Comme leurs confrères français, ces peintres amstellodamois mettent leurs impressions sur toile par des coups de pinceau rapides et visibles. Ils se sont concentrés sur la représentation de la vie quotidienne de la ville.

## Contexte et premiers impressionnistes
L'impressionnisme d'Amsterdam prend ses racines dans l'école de La Haye et a été principalement adopté par une jeune génération d'artistes à Amsterdam. Les peintres des deux courants peignaient de manière impressionniste, les deux écoles différant principalement dans le choix du sujet : alors que les peintres de La Haye préféraient les paysages et les marines et mettaient l'accent sur l'atmosphère, les peintres d'Amsterdam se concentraient sur la vie quotidienne réaliste dans les villes hollandaises.
George Hendrik Breitner, Isaac Israëls et Willem Witsen sont considérés comme les figures principales de l'impressionnistes d'Amsterdam. Ils étudient pendant quatre ans et demi à l'Académie royale des beaux-arts de La Haye, où ils bénéficient de l'enseignement de professeurs moins attachés aux traditions ancestrales. Ils entrent aussi en contact avec des artistes de l'école de La Haye tels que Jozef Israëls, Jacob Maris et Anton Mauve, rejoignant le Pulchri Studio. Néanmoins, leur style de peinture a toujours été trop libre pour être de nature réaliste, une caractéristique de l'école de La Haye. En 1882, ils fondent le cercle d'amis « St. Lucas » (le saint patron des peintres) afin de promouvoir les disciplines artistiques à l'académie et les relations collégiales entre les étudiants. De plus, les membres se réunissaient chaque semaine pour des observations artistiques et des conférences,.
En 1884, Breitner s'installe brièvement à Paris, où il est en apprentissage chez Fernand Cormon. Il y découvre l'impressionnisme, et à son retour, il s'installe à Amsterdam où il se fait remarquer pour ses représentations libres et énergiques de la vie urbaine, : il rompt avec le style de l'école de La Haye et commence à peindre des scènes de la ville d'Amsterdam et des paysages urbains. Travaillant par touches rapides, il essaye de donner une impression de vie de rue avec ses artisans, femmes au foyer, dockers, chiens de rue.

Quelques œuvres de la première génération
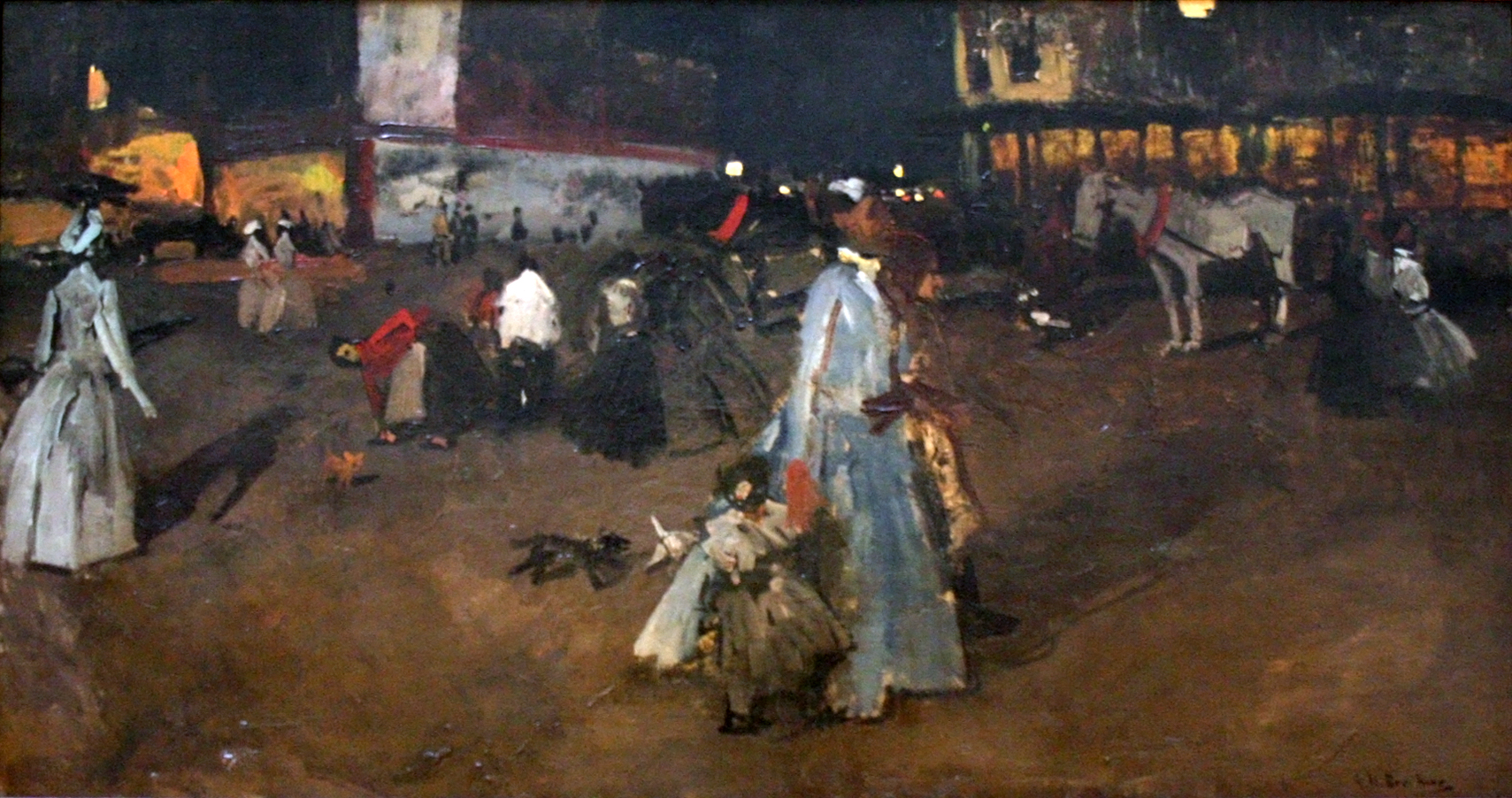
George Hendrik Breitner Soirée sur la place du Dam à Amsterdam (1890, musée royal des Beaux-Arts d'Anvers).
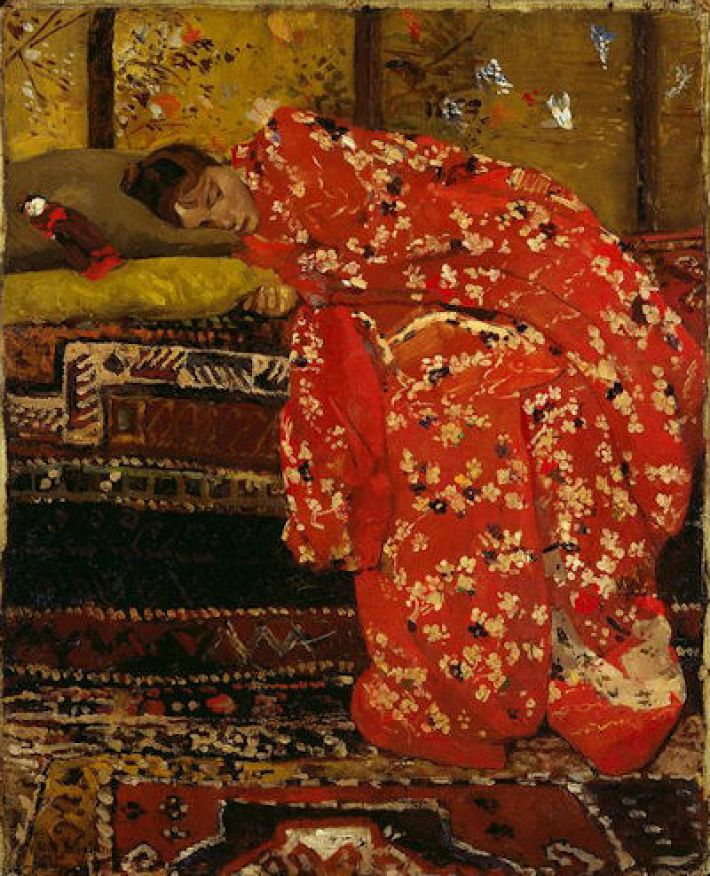
George Hendrik Breitner, Fille dans une kimono rouge (1893-1895, Geisha Kwak, coll. priv.).
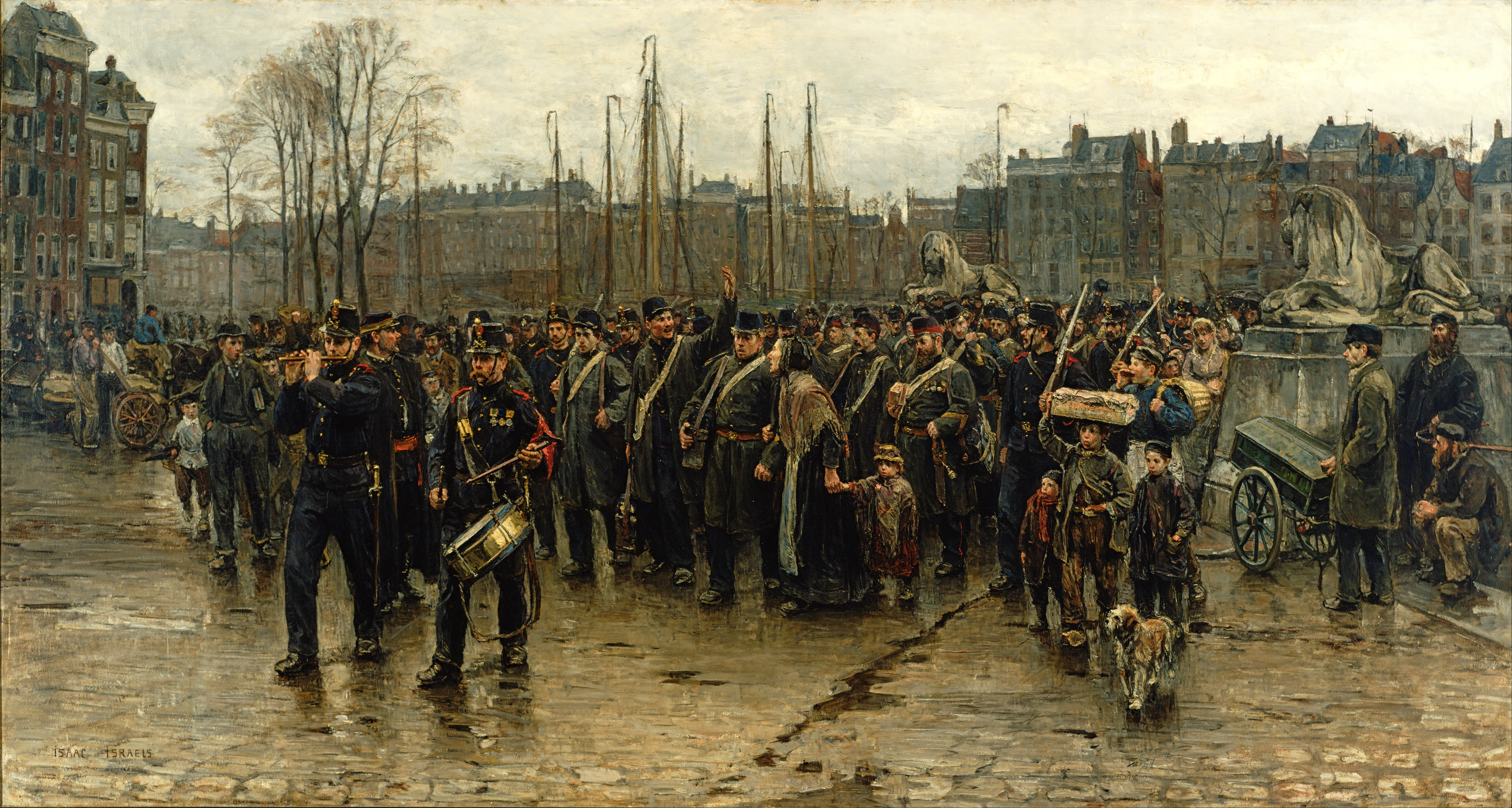
Isaac Israëls, Passage des troupes coloniales (1883-1884, musée Kröller-Müller).
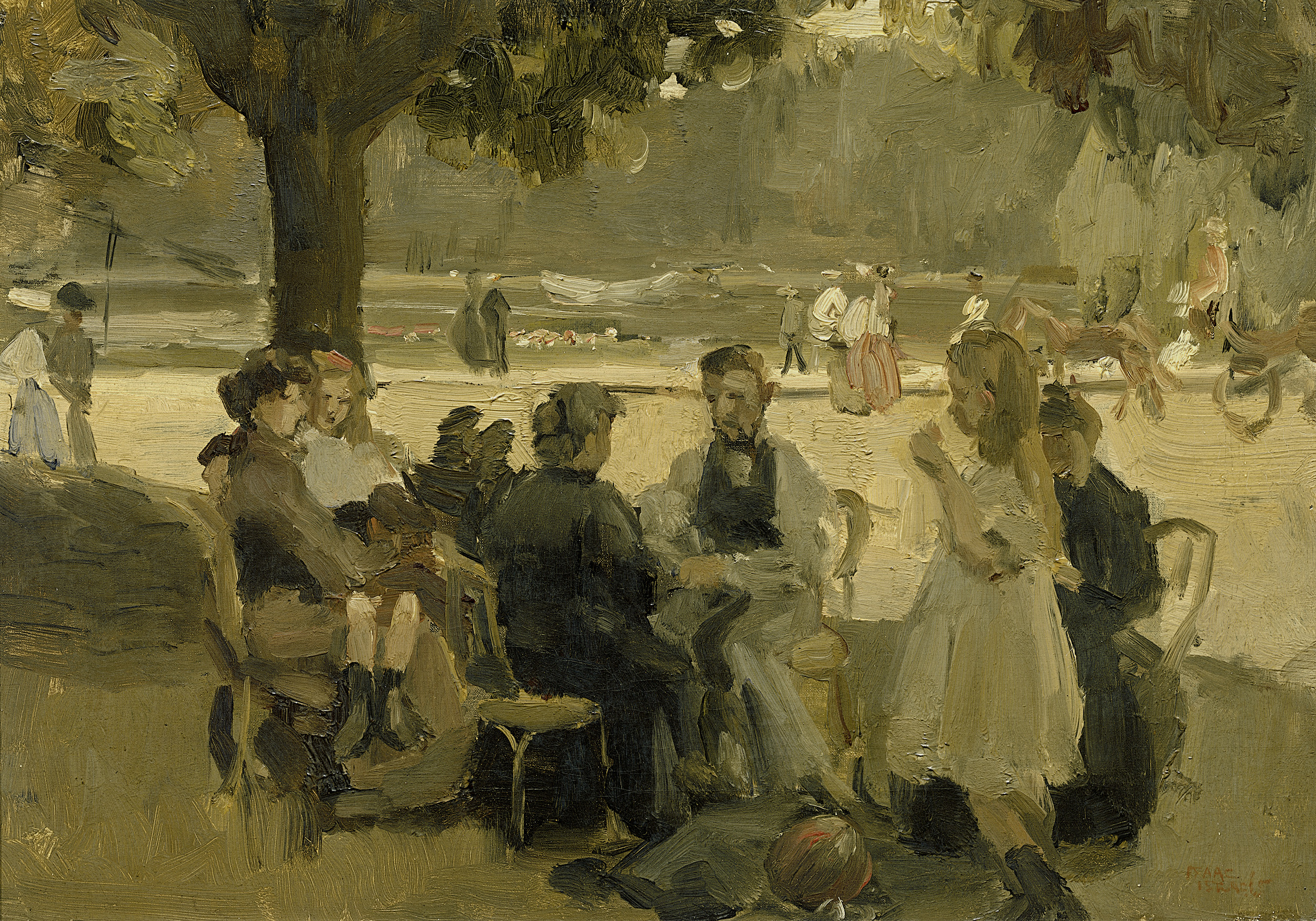
Isaac Israëls, Dans le bois de Boulogne (vers 1906, Rijksmuseum Amsterdam).
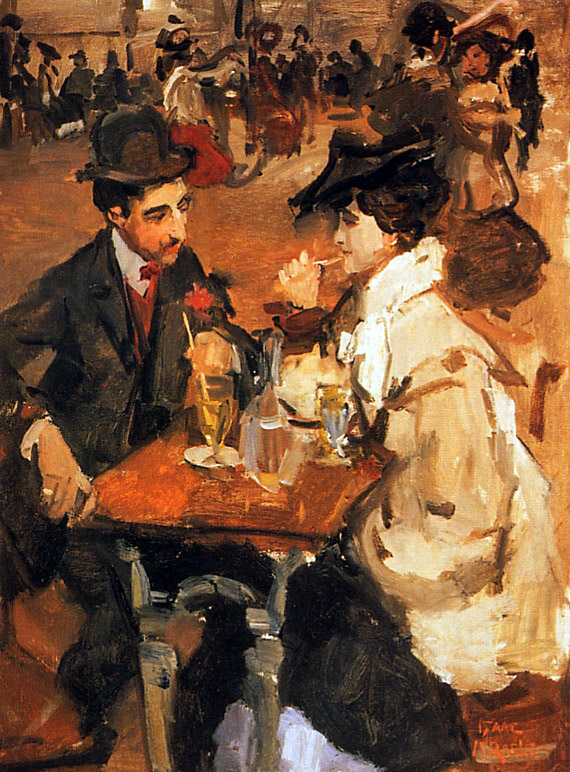
Isaac Israëls, Le Moulin de la galette (vers 1905, coll. priv.).
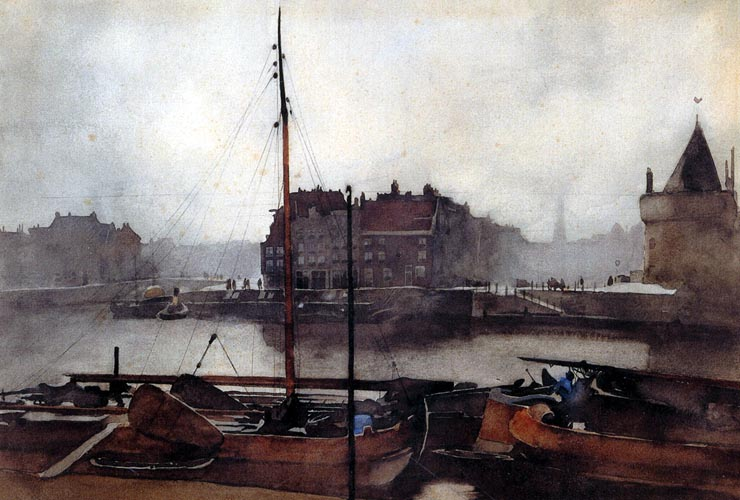
Willem Witsen, Amsterdam (1891, coll. priv.).
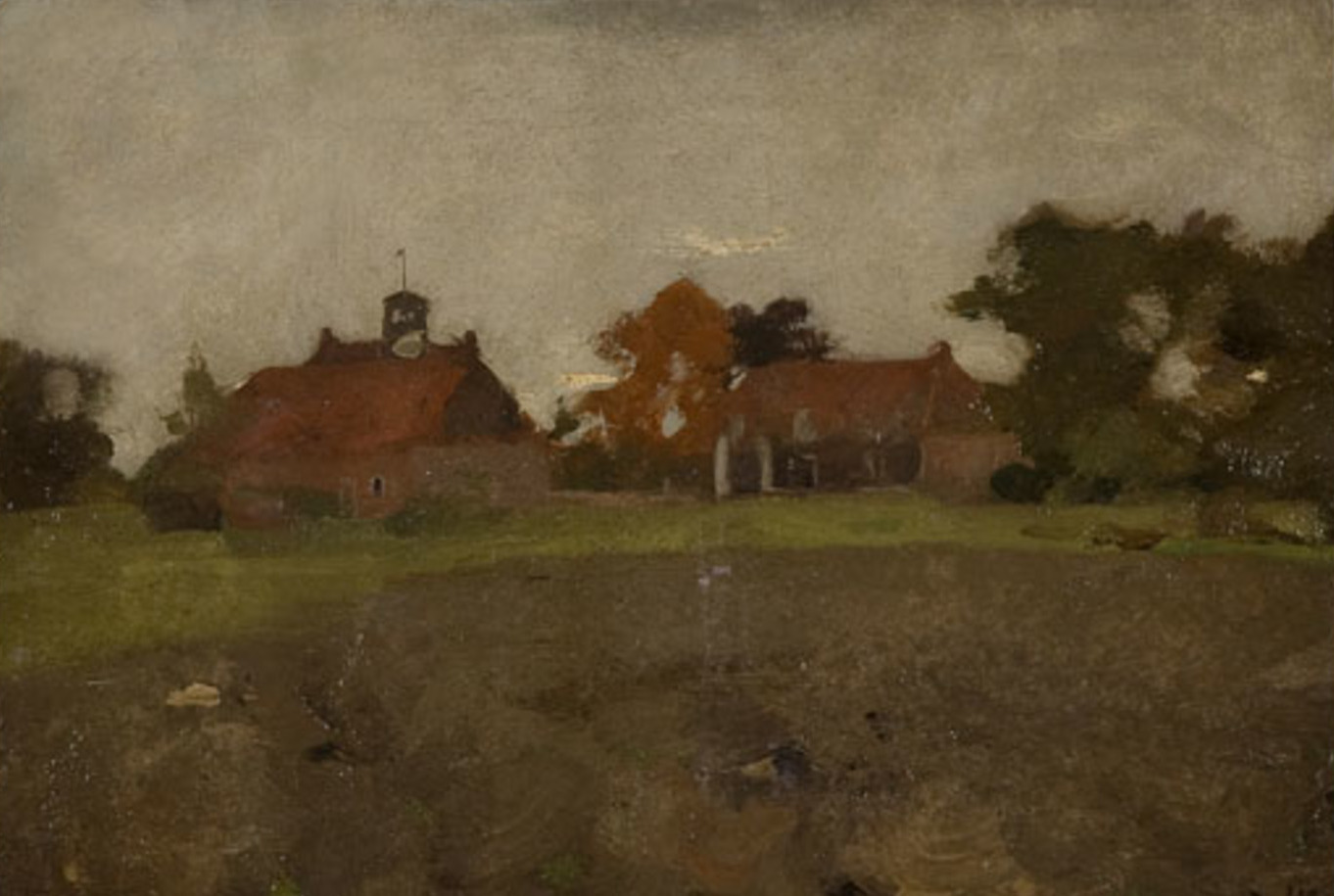
Willem Witsen, Paysage près de Diepenheim (Warmelo) (entre 1886 et 1887, coll. priv.).
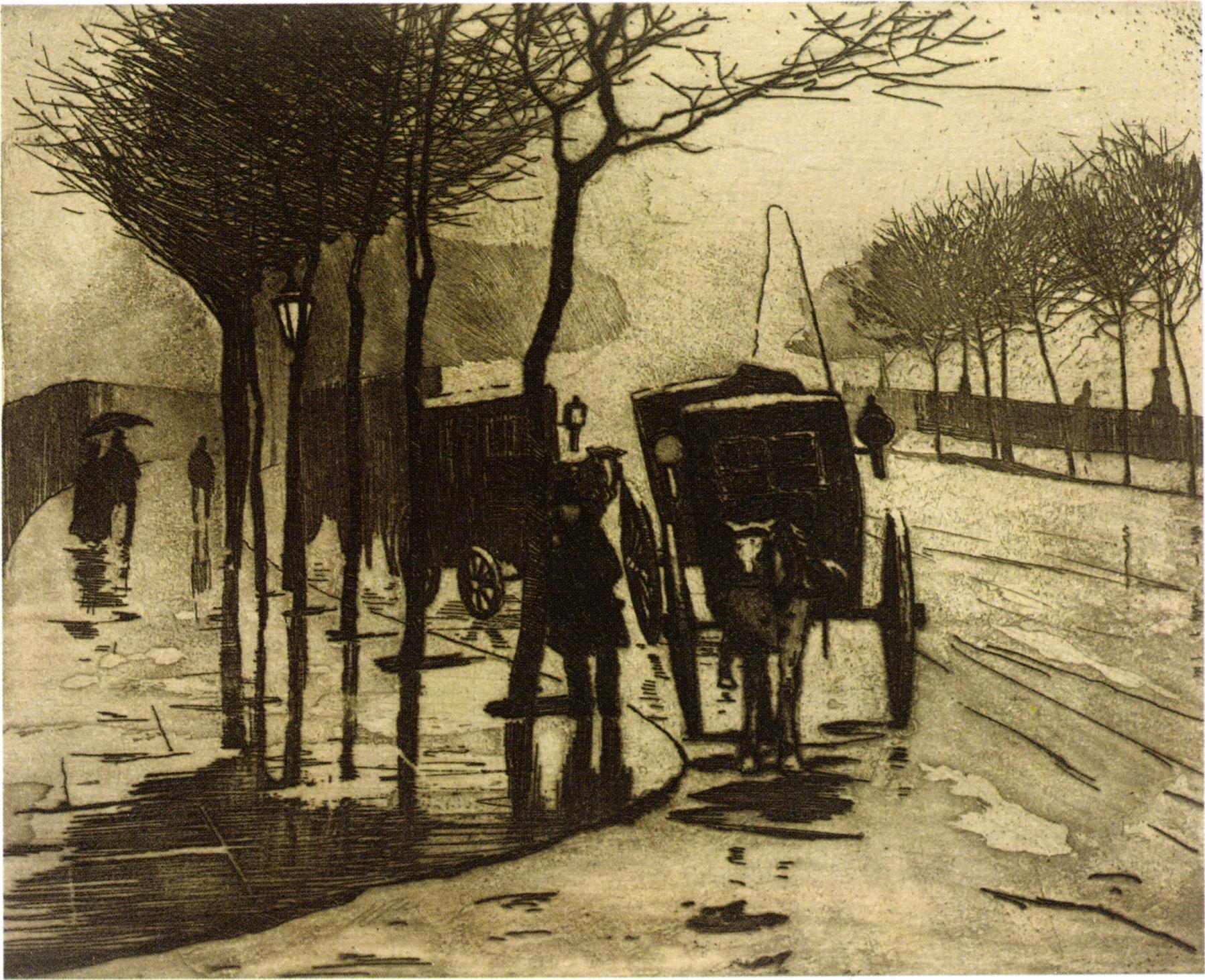
Willem Witsen, Taxis en attente (1908, musée Boijmans Beuningen Rotterdam).
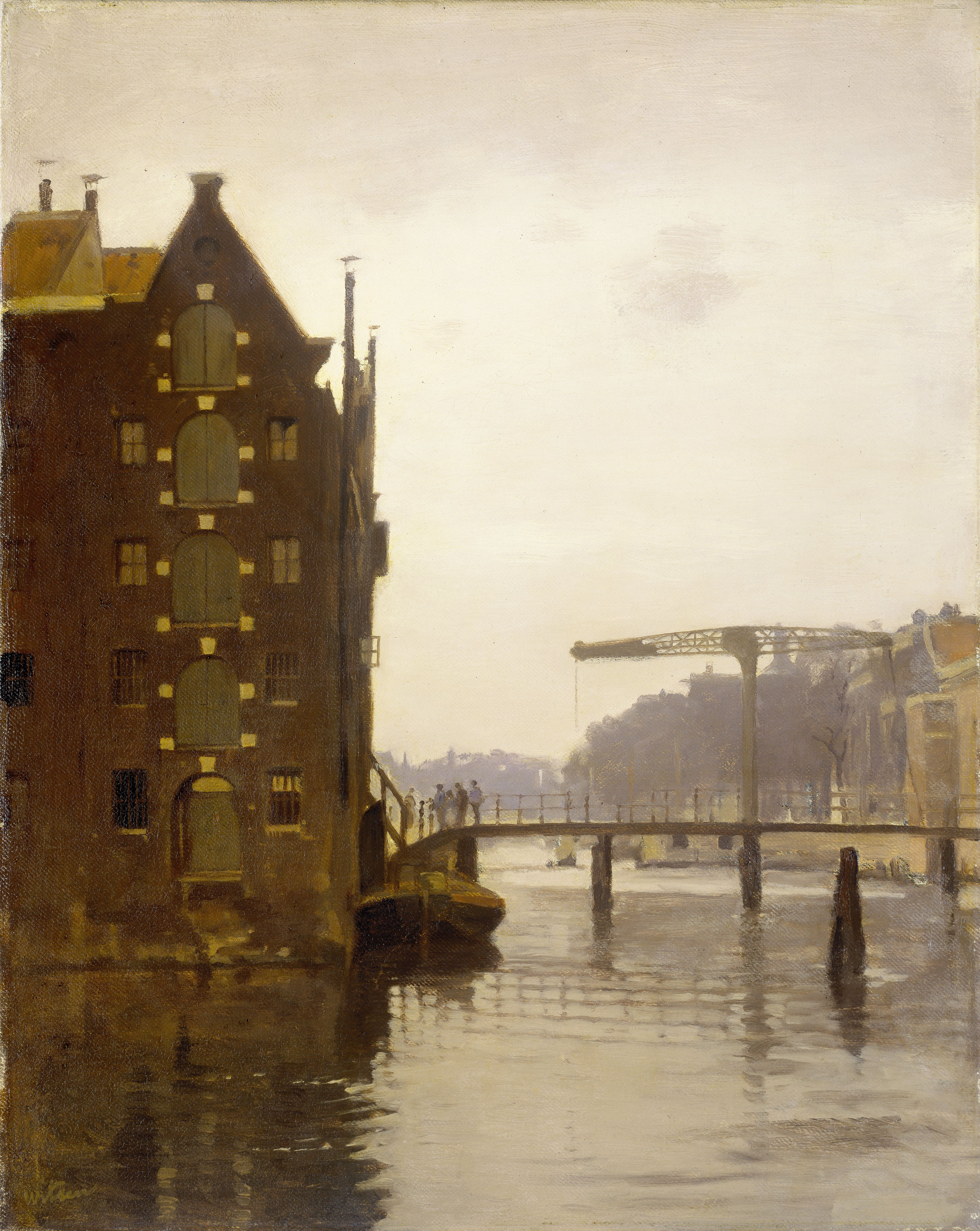
Willem Witsen, Entrepôts sur un canal d'Amsterdam à Uilenburg (n. d., coll. priv.).

## Artistes de la deuxième génération
D'autres impressionnistes d'Amsterdam à mentionner sont Floris Verster, Willem Bastiaan Tholen, Kees Heynsius (nl), Willem de Zwart et Jan Toorop, le dernier associé du peintre belge James Ensor et membre du groupe bruxellois des XX.
L'influence du travail de la deuxième génération de l'impressionnisme néerlandais a été importante sur le mouvement ultérieur de l'art moderne au XXe siècle.
- Floris Arntzenius (en) (1864-1925)
- Johan Braakensiek (en) (1858-1940)
- Nicolaas Bastert (en) (1854-1939)
- Cornelius de Bruijn (1870-1940)
- Georges Hendrik Breitner (1857-1923)
- Dirk van Haaren (1878-1953)
- Kees Heynsius (nl) (1890-1981)
- Richard Roland Holst (1868-1938)
- Isaac Israels (1865-1934)
- Hendrik Maarten Krabbé (en) (1868-1931)
- Jacobus van Looy (1855-1930)
- Johan Thorn Prikker (1868-1932)
- Hobbe Smith (en)(1862-1942)
- Willem Bastiaan Tholen (1860-1931)
- Jan Toorop (1858-1928)
- Floris Verster (1864-1925)
- Jan Hillebrand Wijsmuller (1855-1925)
- Willem Witsen (1860-1923)
- Willem de Zwart (1862-1931)

Quelques œuvres de la deuxième génération
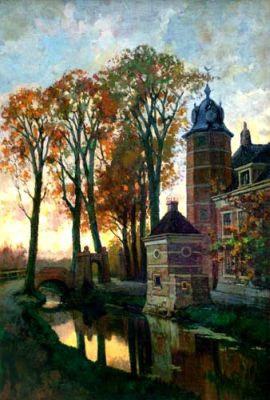
Nicolaas Bastert (en), Maison à Hoorn (1900, Rijswijk, coll. priv.).
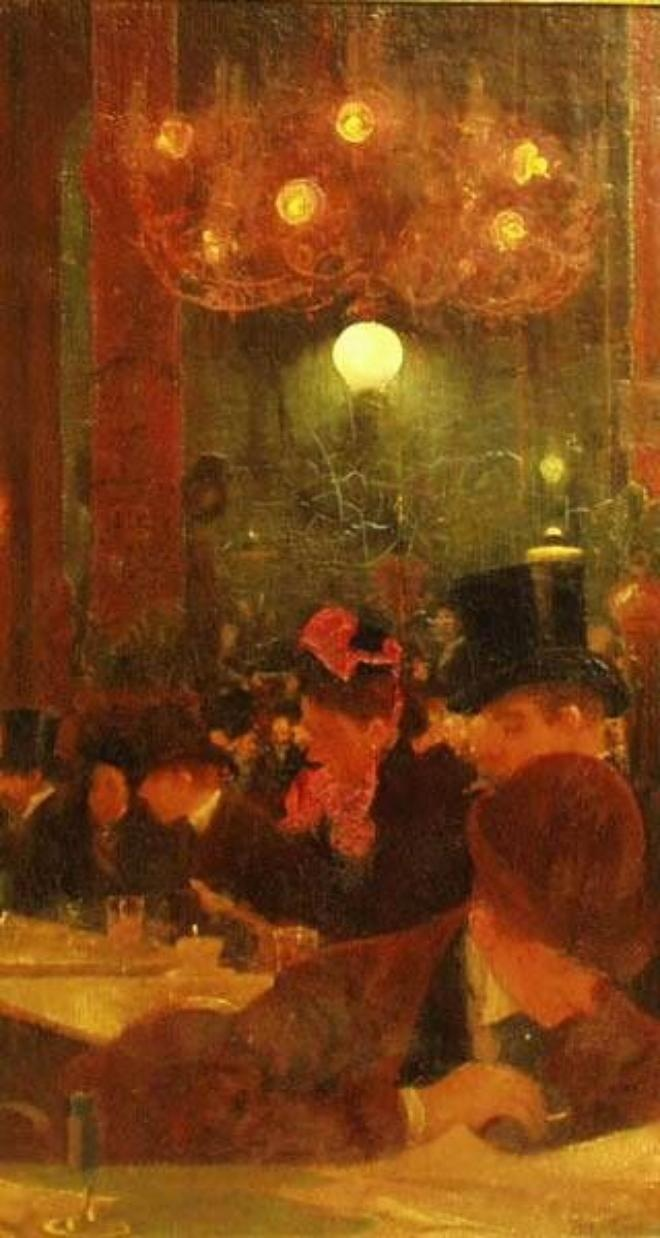
Jacobus van Looy, Café (1890-1895, musée Frans-Hals).
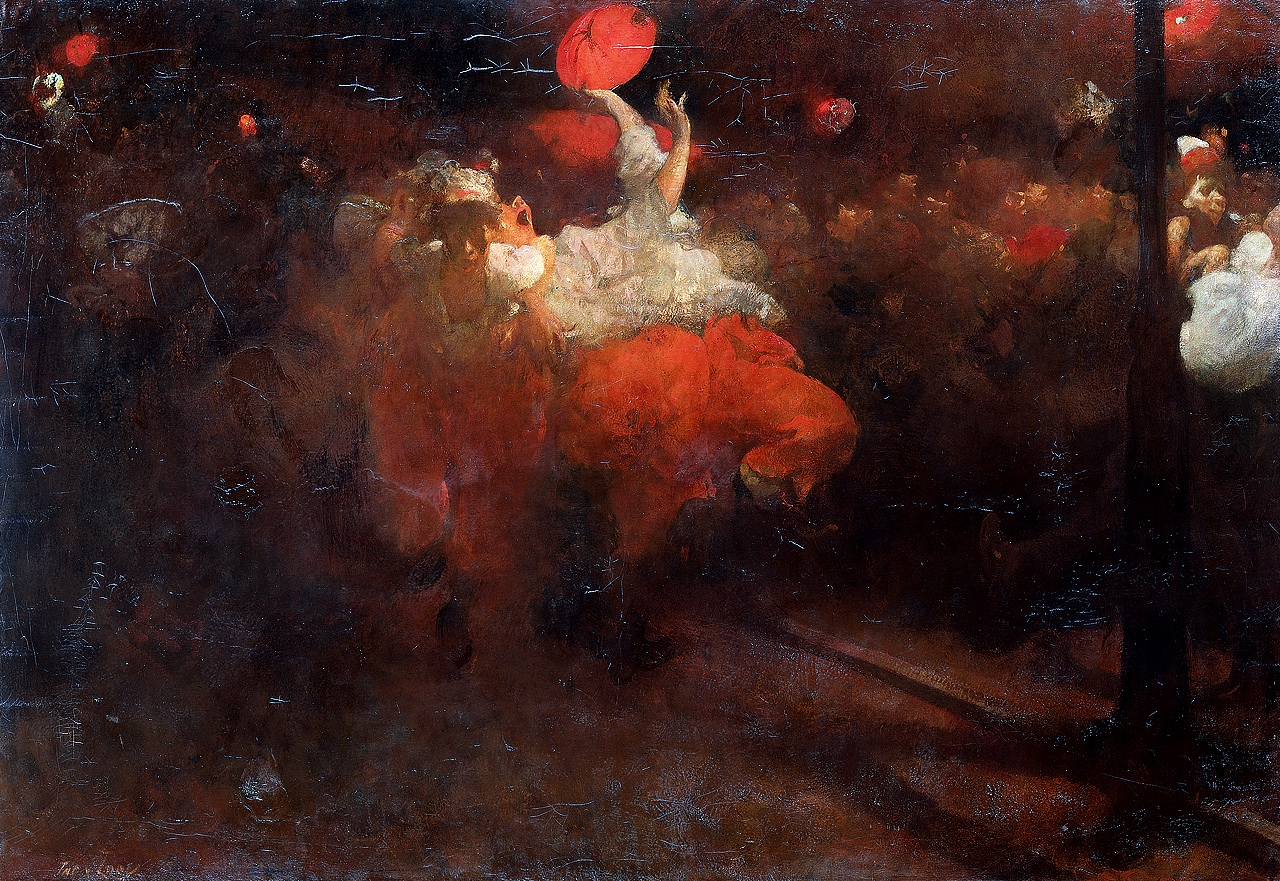
Jacobus van Looy, Oranjefest (1890, coll. priv.).
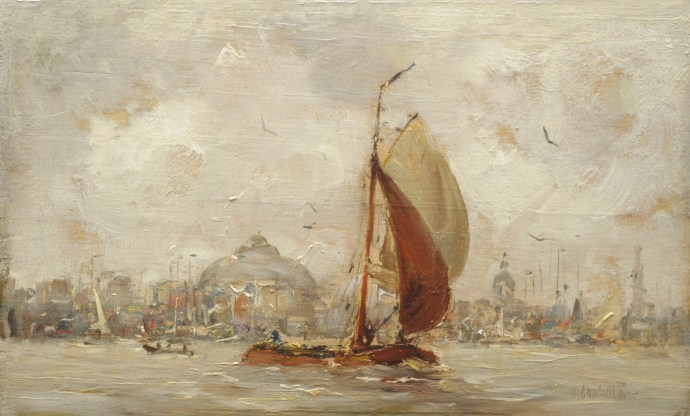
Hobbe Smith (en), Tjalk sous voiles quittant le port d'Amsterdam (1900, coll. priv.).
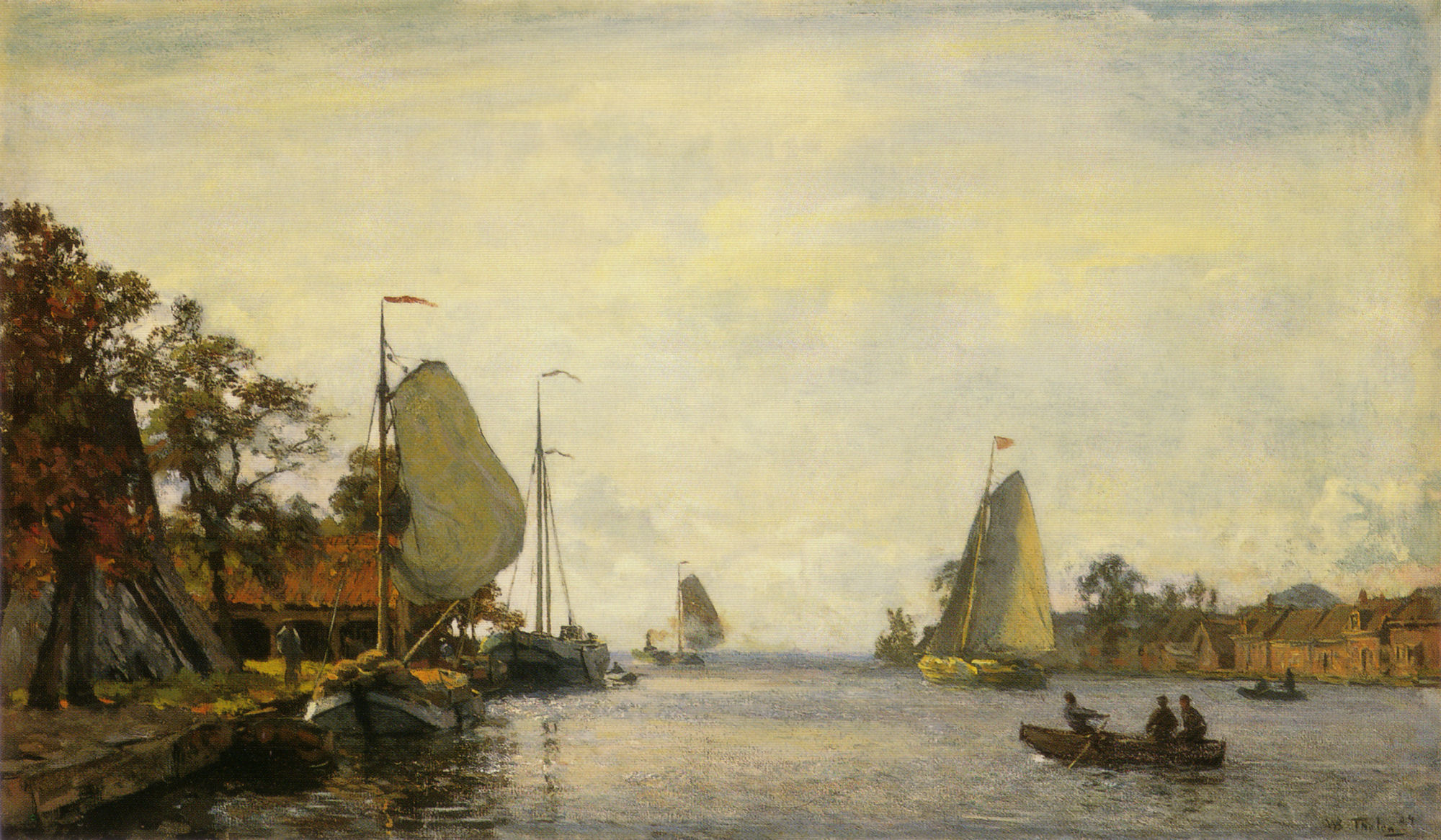
Willem Bastiaan Tholen, Scène fluviale estivale avec des voiliers (1904, coll. priv.).
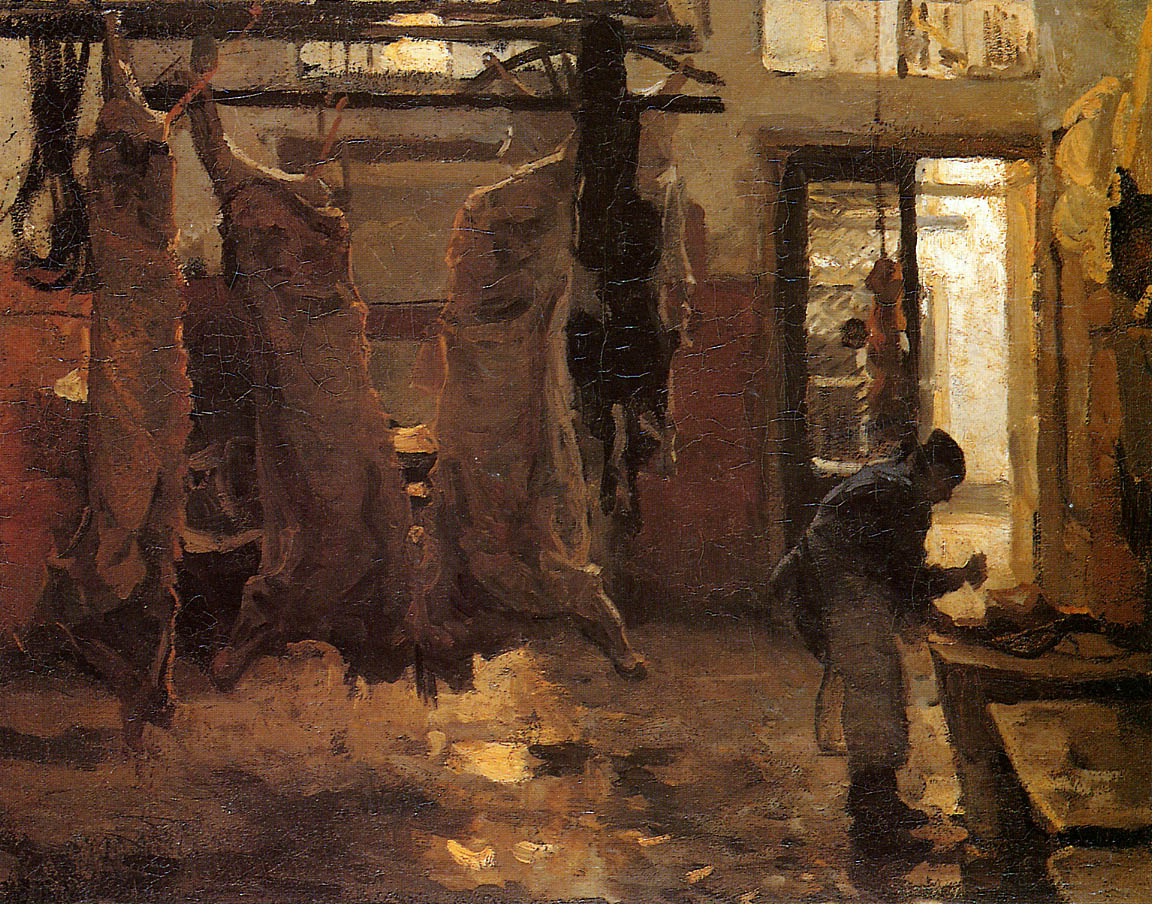
Willem Bastiaan Tholen, Le soleil à l'abattoir (av. 1931, Rijksmuseum Amsterdam).
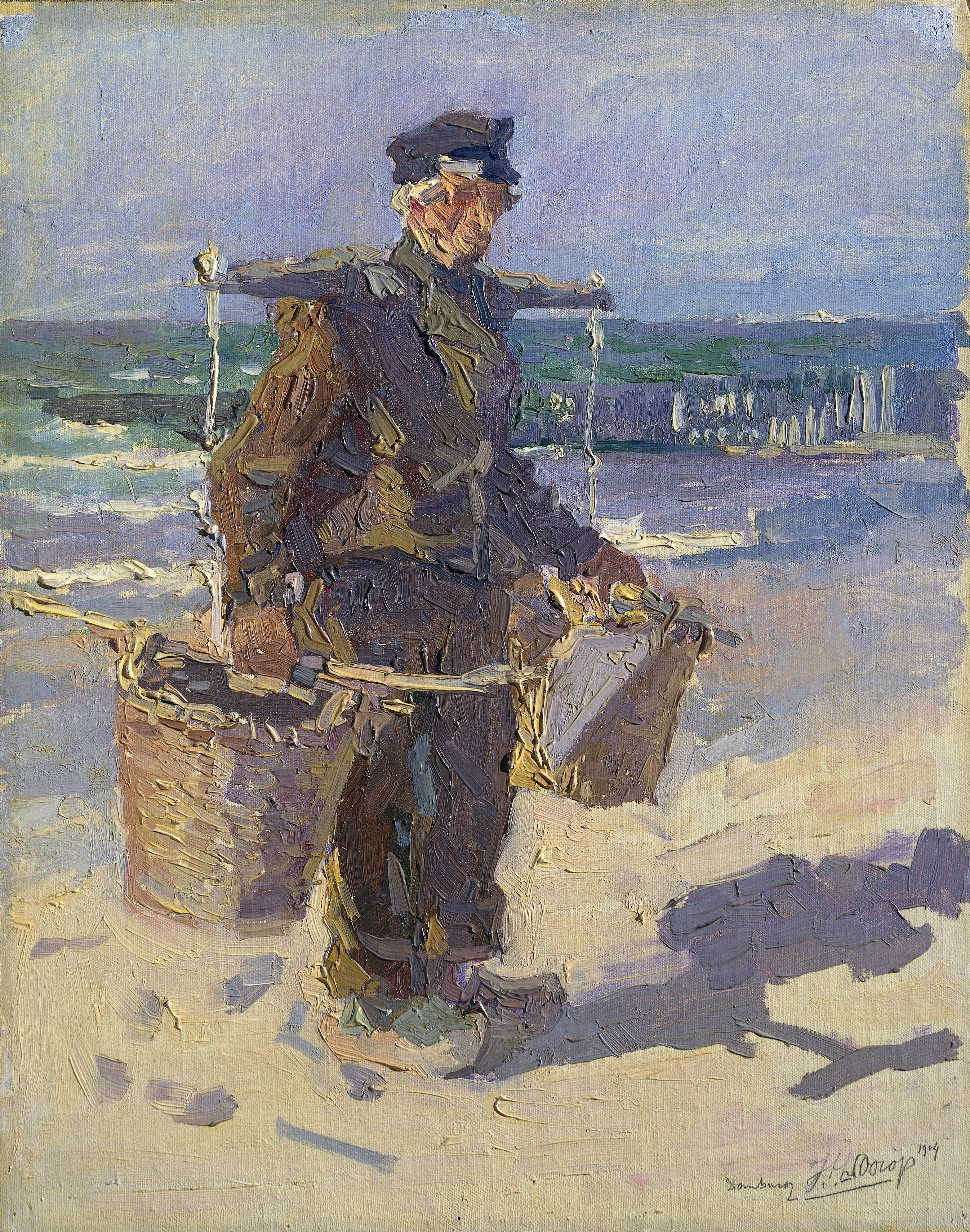
Jan Toorop, De schelpenvisser (1904, Rijksmuseum Amsterdam).
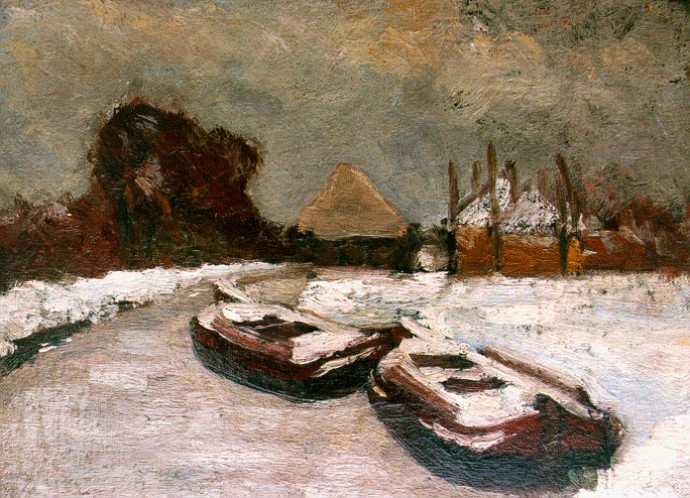
Floris Verster, Visage hivernal d'un village au bord de l'eau (n. d., coll. priv.).
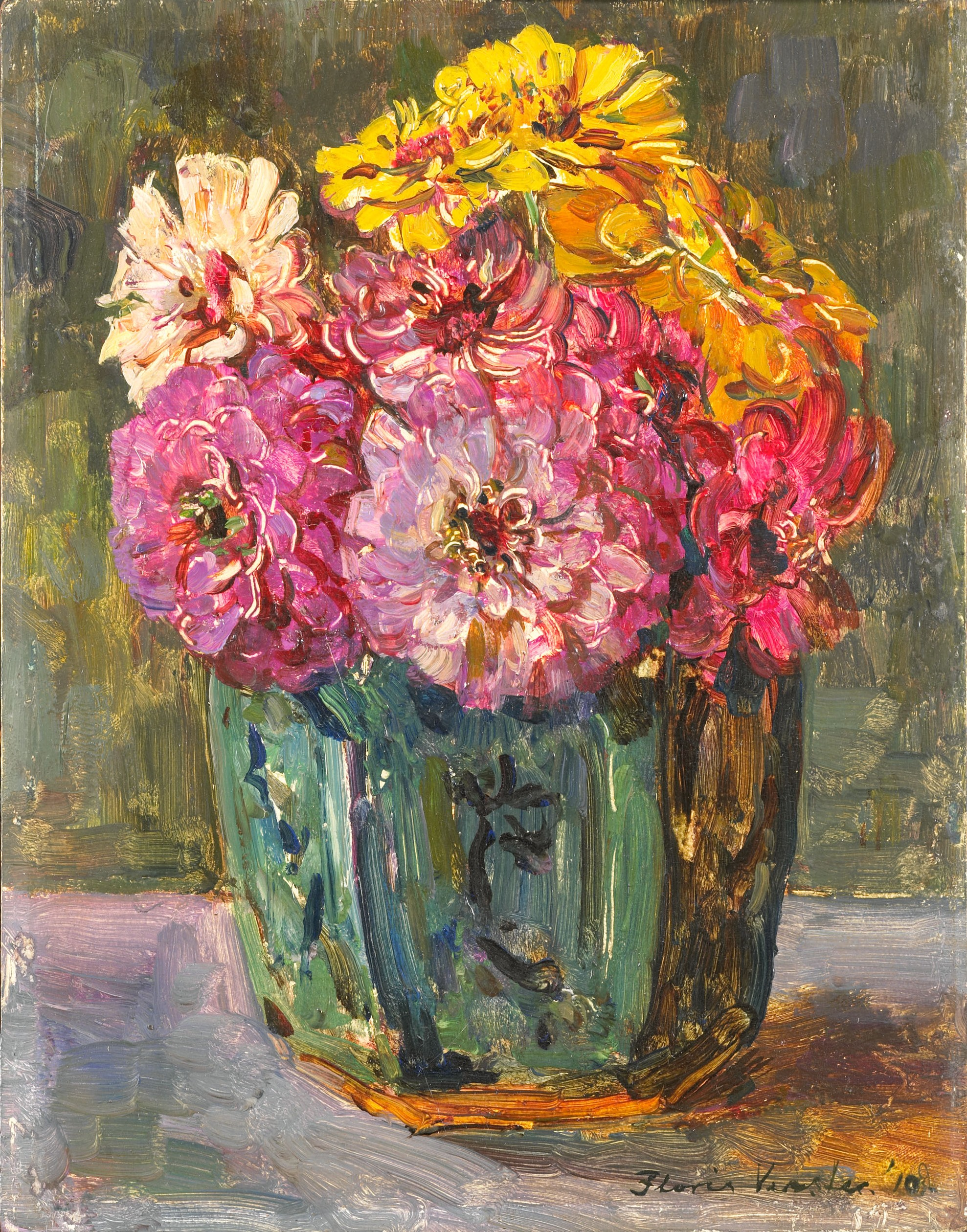
Floris Verster, Nature morte aux zinnias dans un pot de gingembre (1910, Rijksmuseum Amsterdam).
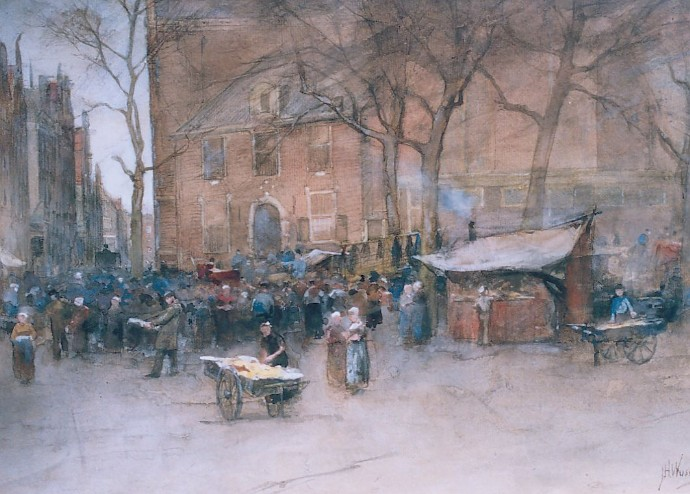
Jan Hillebrand Wijsmuller, Marché de la Noorderkerk (1900, Amsterdam, coll. priv.).
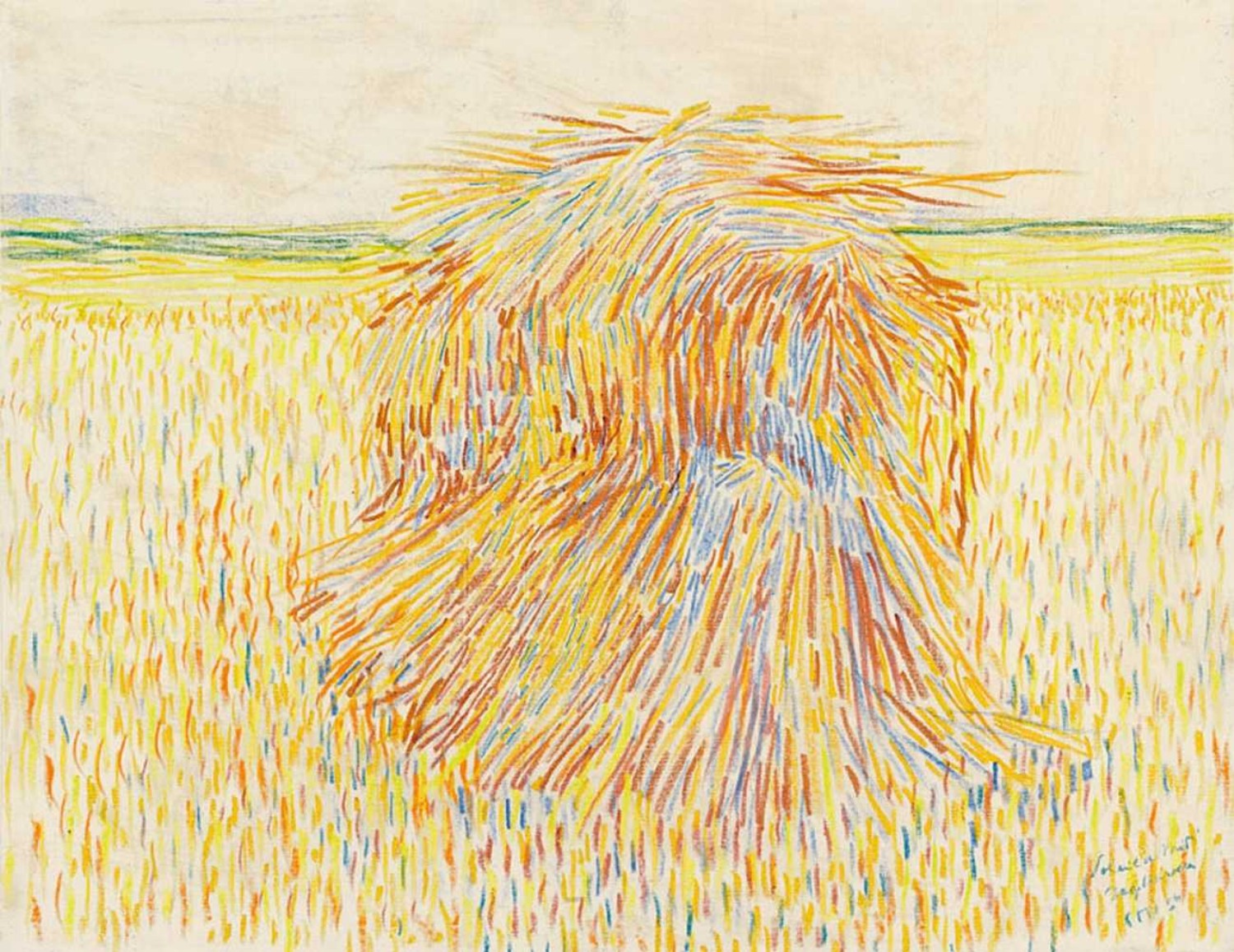
Johan Thorn Prikker, Soleil à midi (c. 1900, coll. priv.).
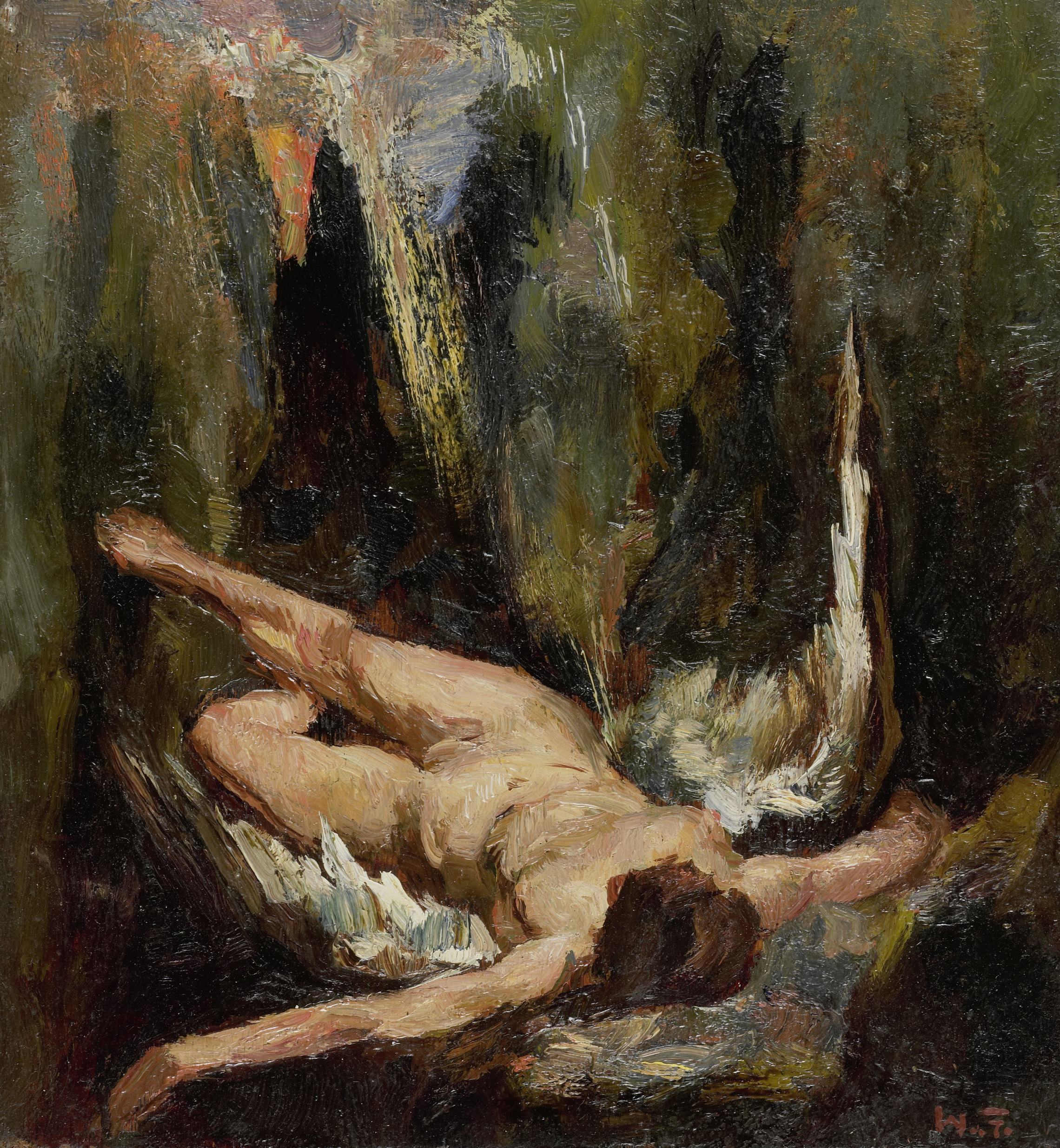
Willem de Zwart, L'Ange dêchu (n. d., Rijksmuseum Amsterdam).
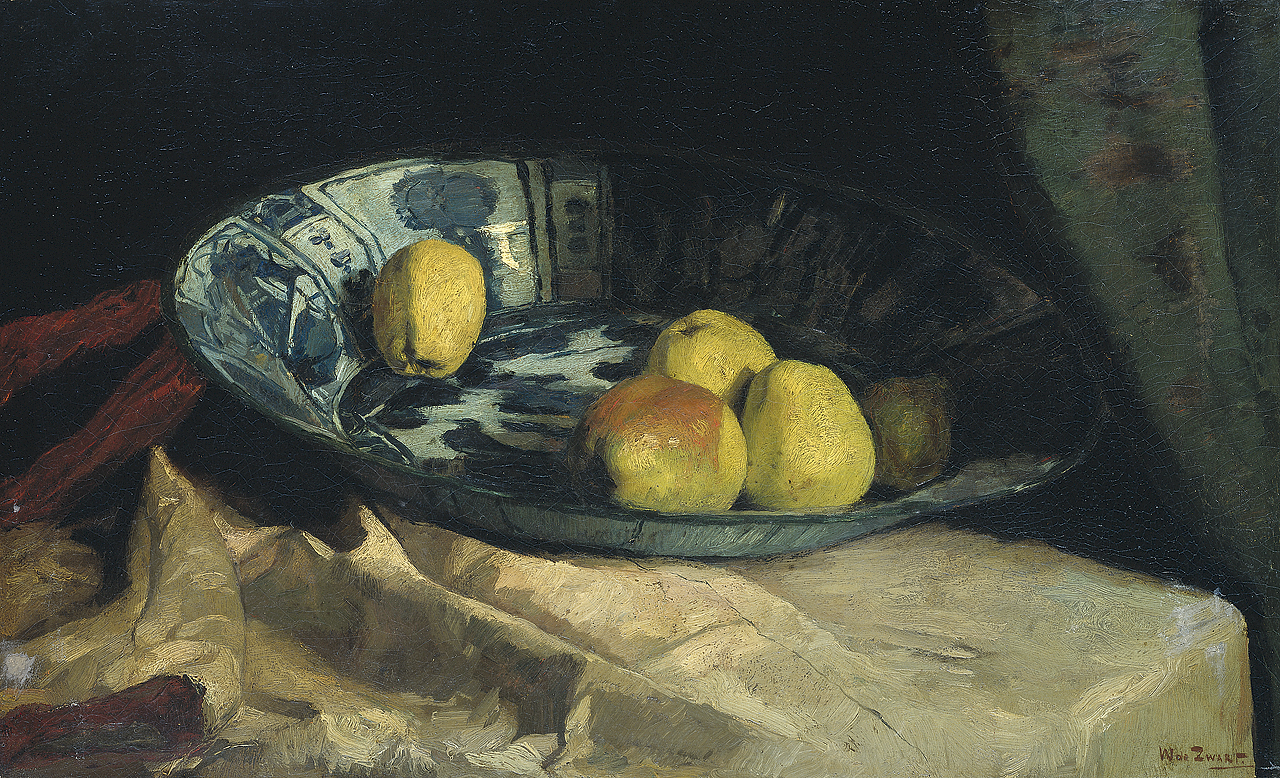
Willem de Zwart, Nature morte aux pommes sur plateau en bleu de Delft (1880-1890, Rijksmuseum Amsterdam).
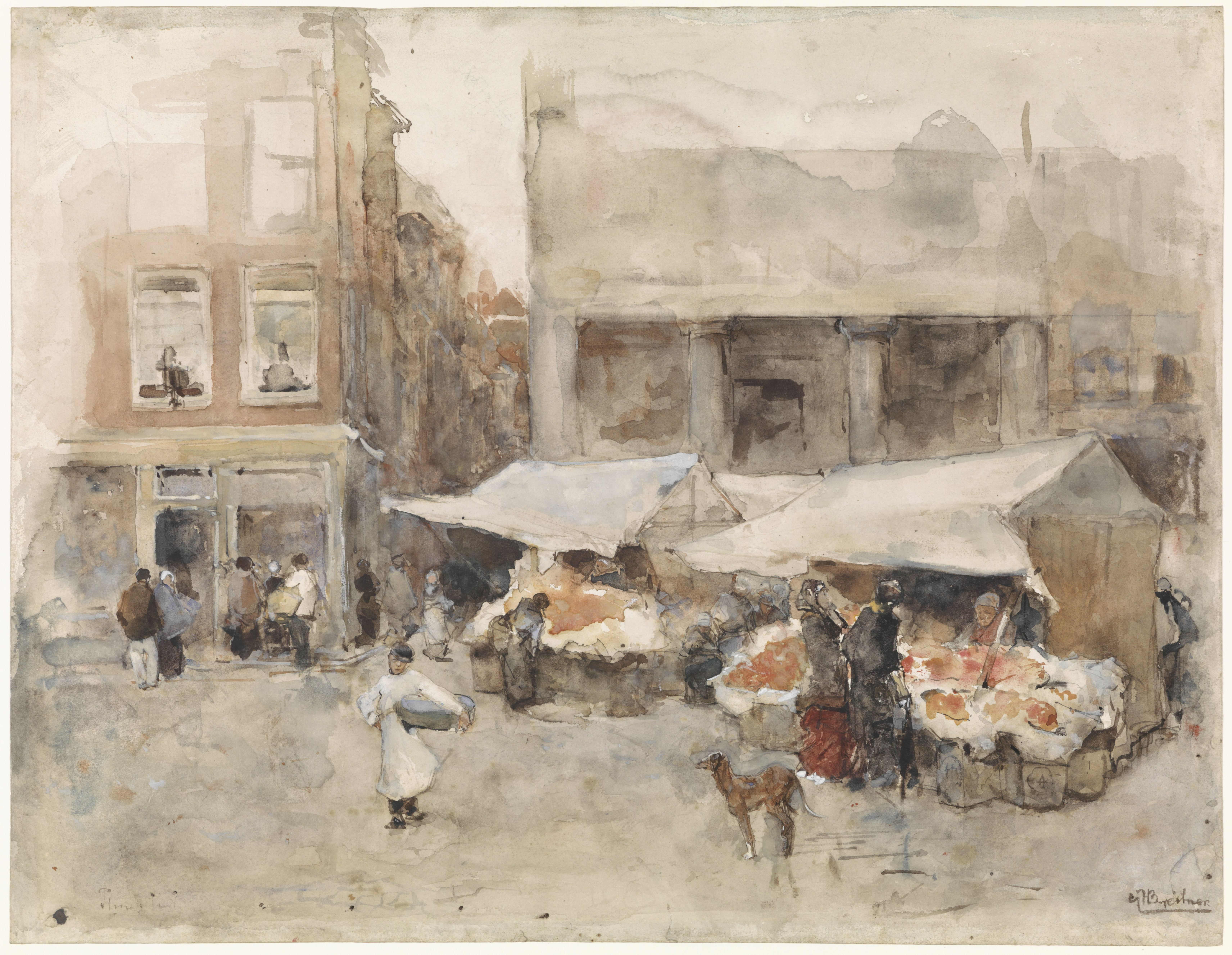
Floris Arntzenius (en), Marché avec étals de fleurs (n. d., Rijksmuseum Amsterdam).
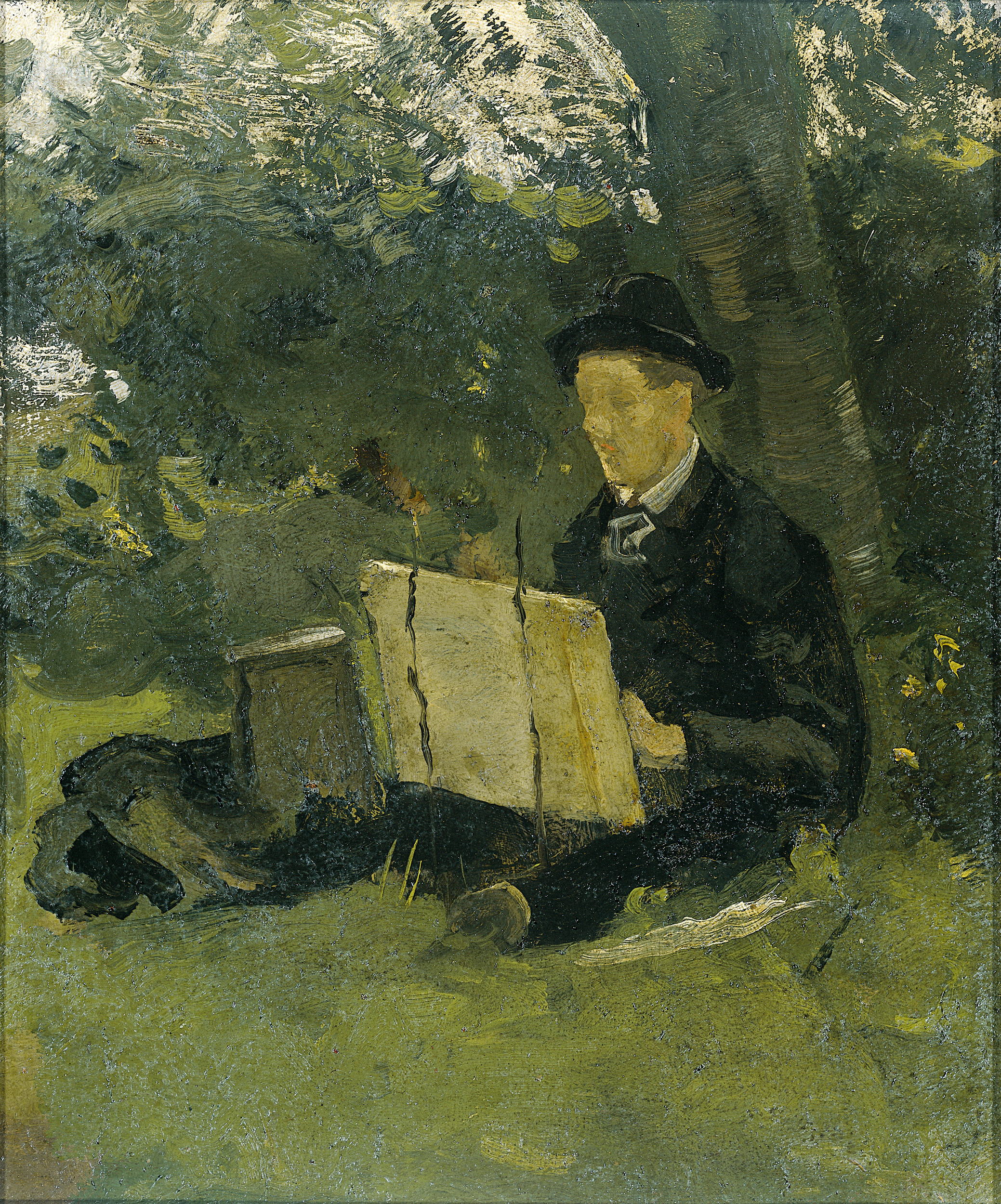
Richard Roland Holst, Jan Verkade peignant sous un arbre (1890, Rijksmuseum Amsterdam).

## Amsterdamse Joffers
Le mouvement comprend également un groupe d'artistes femmes impressionnistes tardifs appelé les Amsterdamse Joffers, ayant notamment pour membres Lizzy Ansingh et Suze Bisschop-Robertson.
- Lizzy Ansingh (1875–1959)
- Jo Bauer-Stumpff (en) (1873–1951)
- Ans van den Berg (en) (1873-1942)
- Nelly Bodenheim (1874-1951)
- Marie van Regteren Altena (en) (1868–1958)
- Coba Ritsema (en) (1876–1961)
- Suze Robertson (1855-1922)
- Thérèse Schwartze (1851-1918)
- Jacoba Surie (en) (1879-1970)
- Betsy Westendorp-Osieck (en) (1880–1968)

Les artistes femmes suivantes ont eu des contacts avec les Amsterdamse Joffers :
- Elsa van Doesenburg (1875–1957)
- Josepha Johanna Julia Marie Tepe (1884–1962)

Quelques œuvres des Amsterdamse Joffers
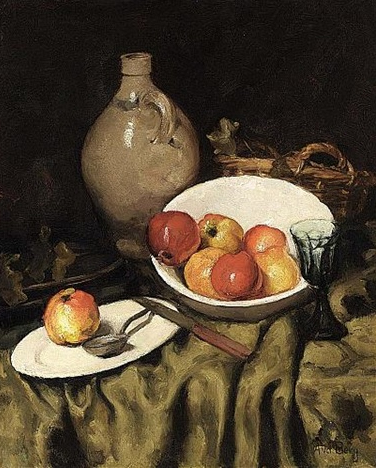
Ans van den Berg (en) Nature morte avec des pommes (av. 1942, coll. priv.).
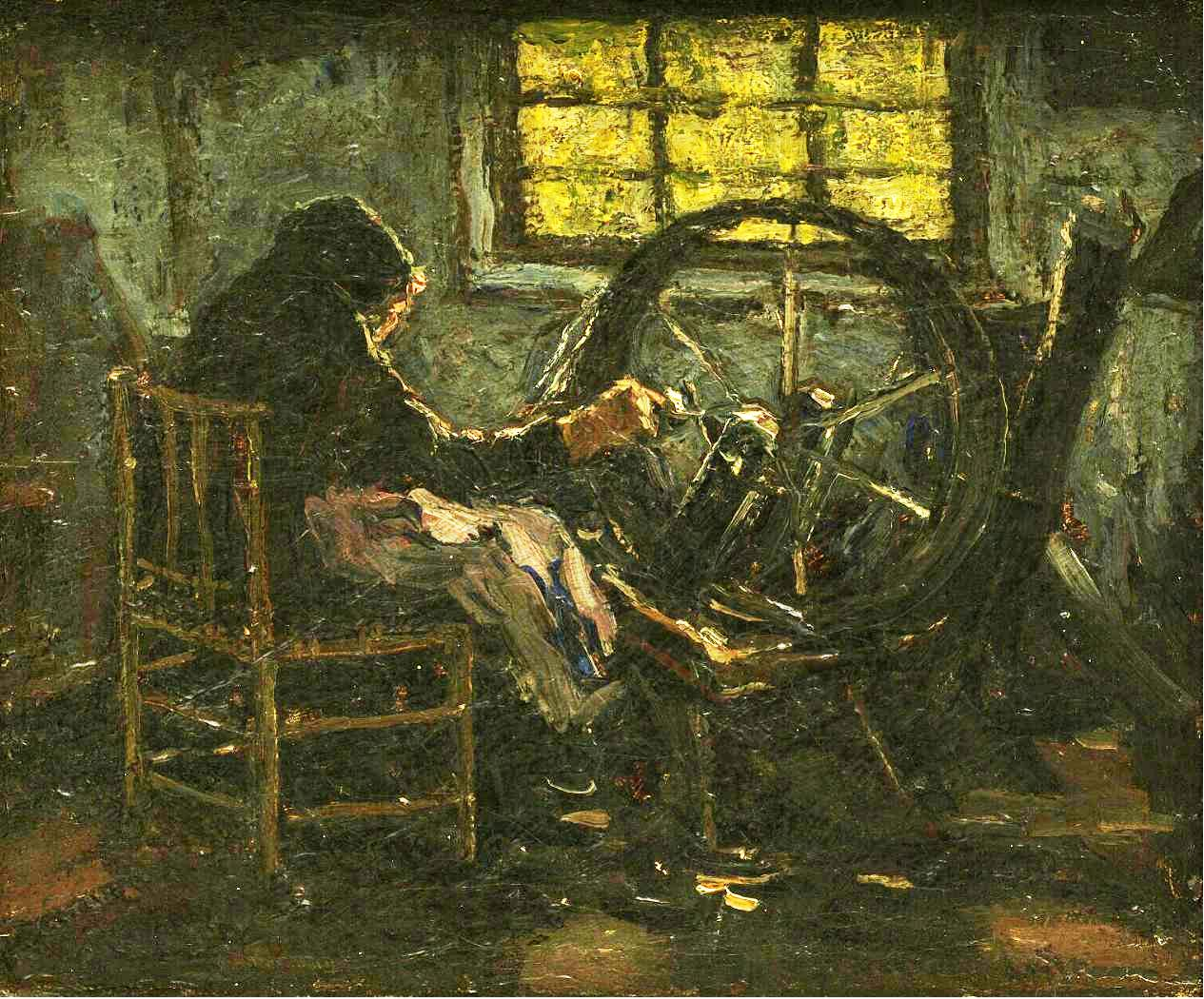
Suze Robertson, Woman spinning (1900, Gemeentemuseum Helmond).
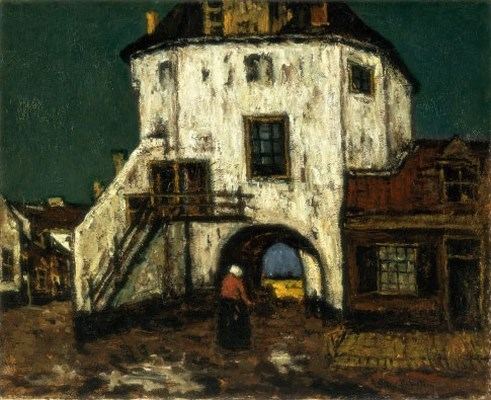
Suze Robertson, La porte des poissons de Harderwijk (n. d., coll. priv.).
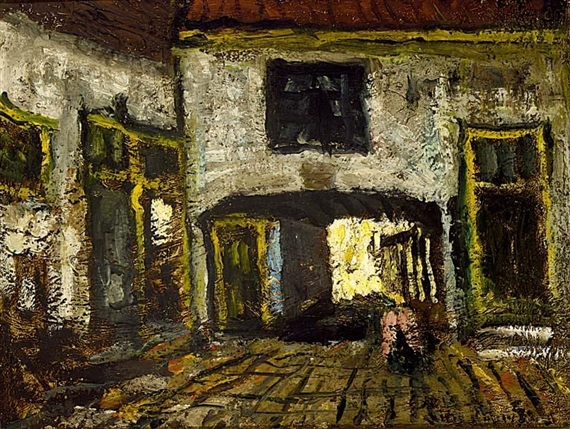
Suze Robertson, Cour intérieure en travaux (n. d., coll. priv.).
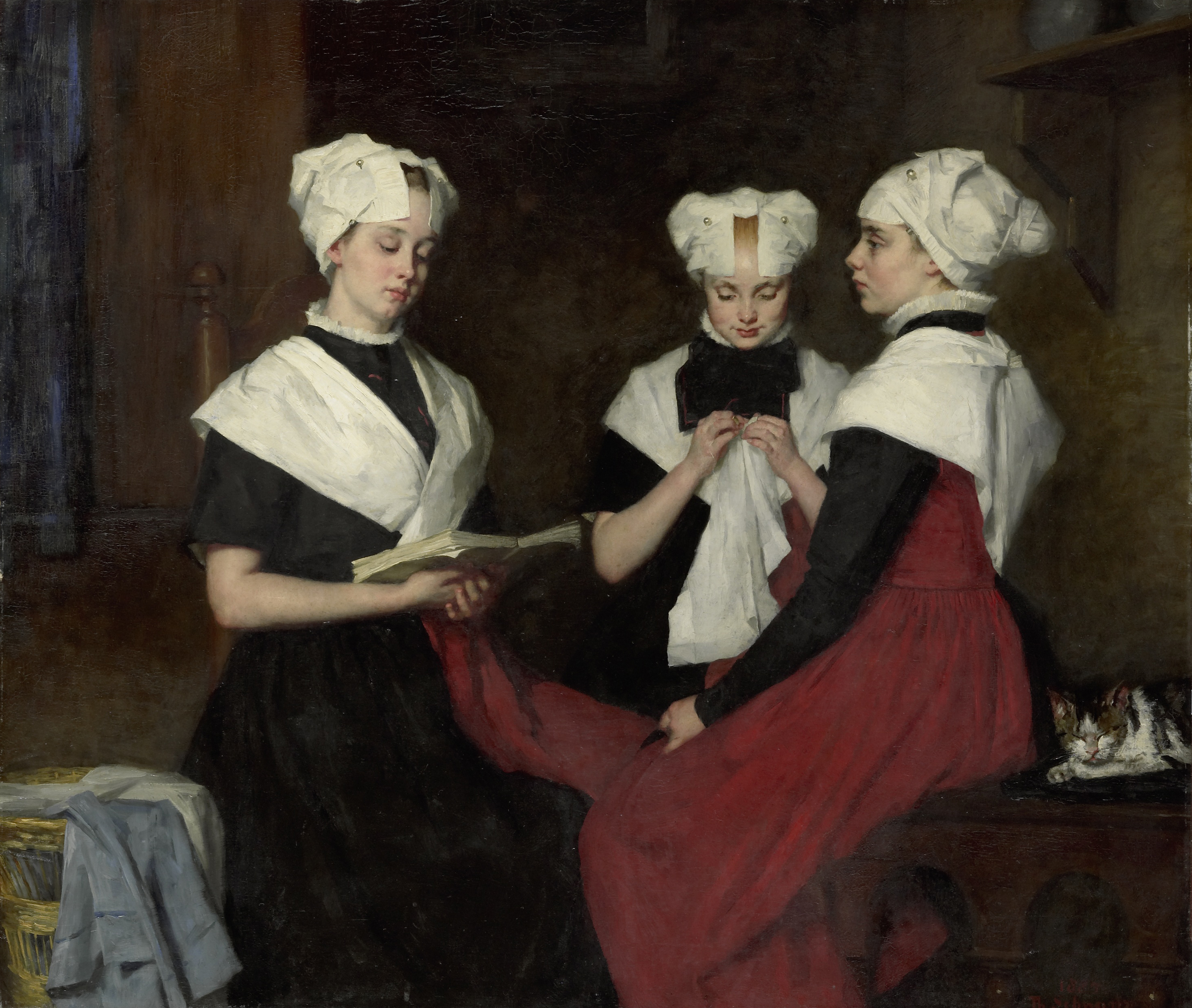
Thérèse Schwartze, Trois filles de l'orphelinat civil d'Amsterdam (1885, Rijksmuseum Amsterdam).
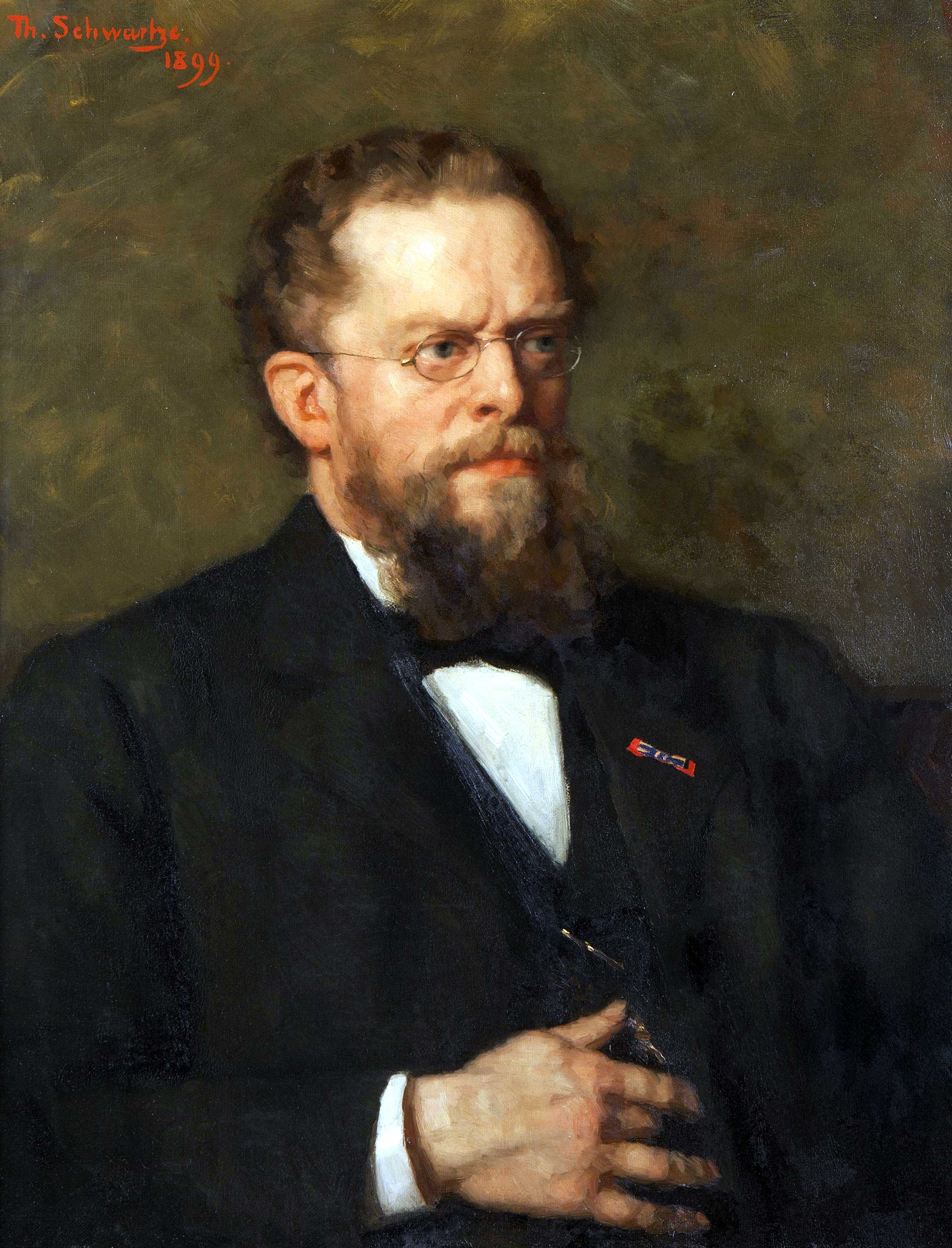
Thérèse Schwartze, Prof. Franchimont (1899, coll. priv.).
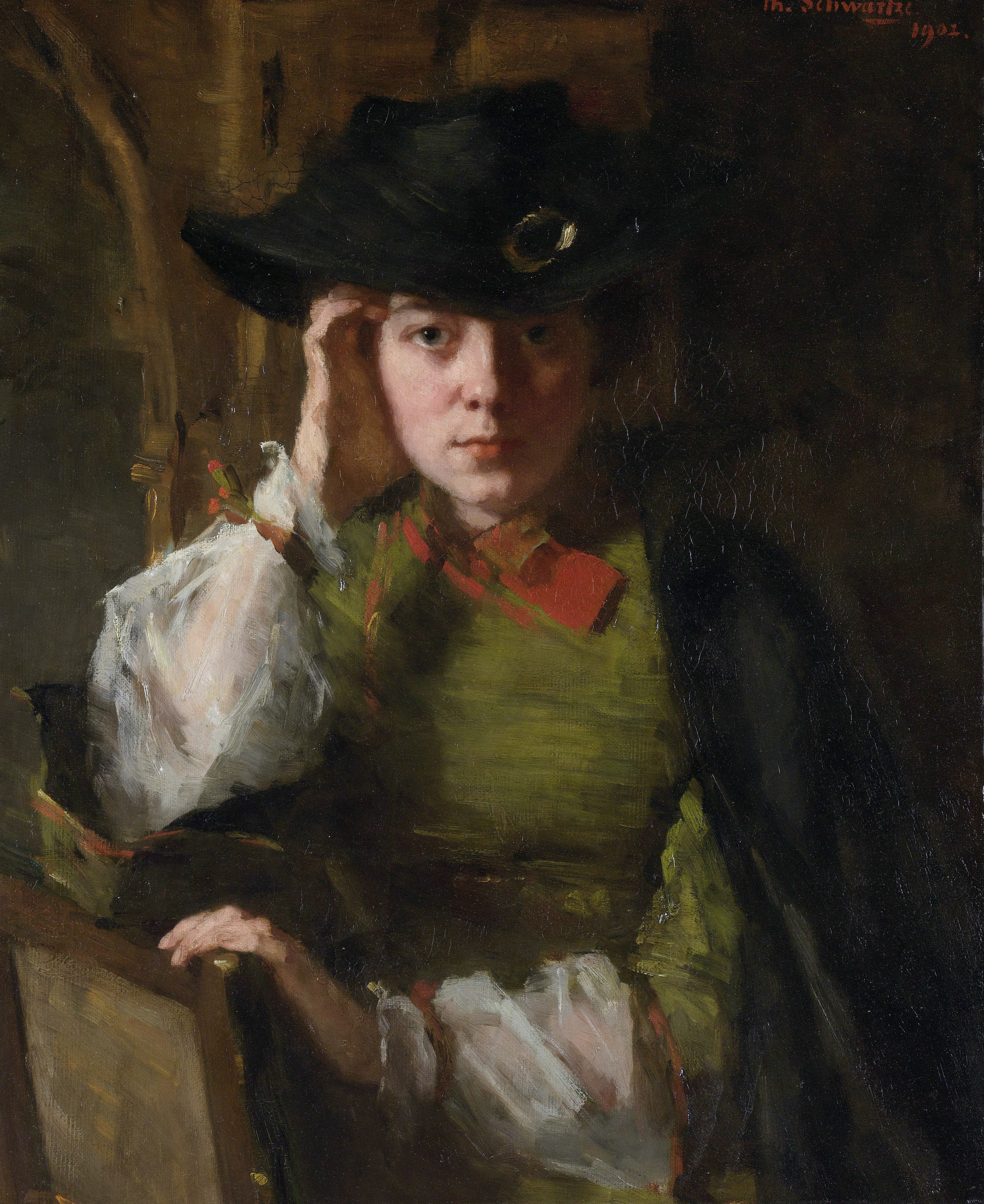
Thérèse Schwartze, Portrait de Lizzy Ansingh (1902, Rijksmuseum Amsterdam).
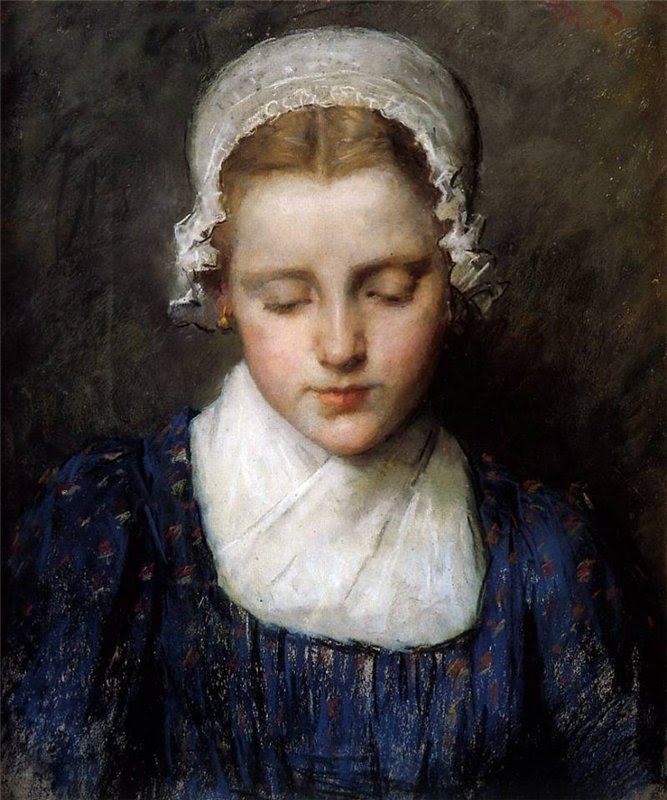
Thérèse Schwartze Portrait d'une fille (c. 1918, coll. priv.).
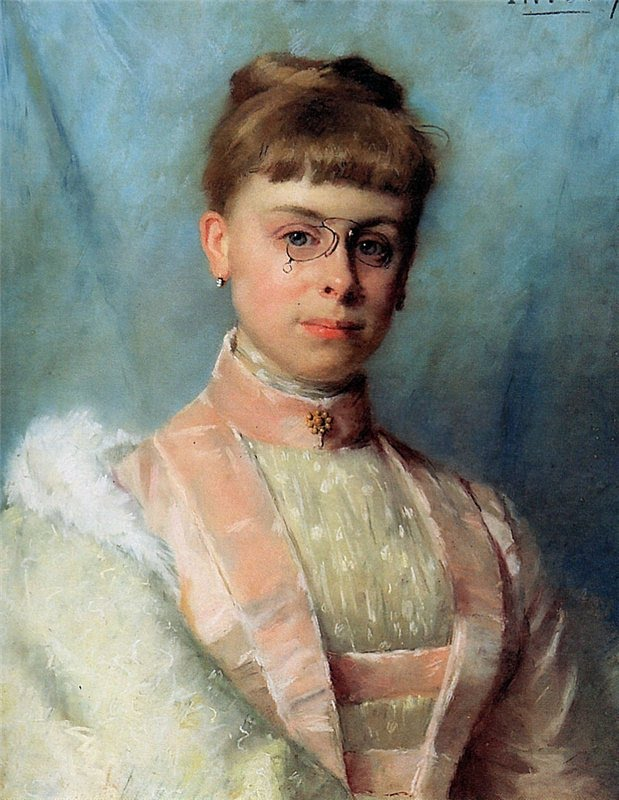
Thérèse Schwartze, Portrait de Johanna Eugenia Theadora Van Hoorn Schouwe (c. 1918, coll. priv.).